# Lawson Creek (Antarktika)
Koordinaten: 77° 43′ S, 162° 16′ O
Der Lawson Creek ist ein 400 m langer Schmelzwasserfluss im ostantarktischen Viktorialand. Im Taylor Valley fließt er von der südöstlichen Spitze des Rhone-Gletschers zum nordwestlichen Abschnitt des Tschadsees. 
Das Advisory Committee on Antarctic Names benannte ihn 1996 nach der neuseeländischen Glaziologin Wendy Julia Lawson von der University of Canterbury, Leiterin einer von 1992 bis 1993 durchgeführten Expedition zur Erkundung des Taylor-Gletschers.